# Гендерсон (Луїзіана)
Гендерсон (англ. Henderson) — місто (англ. town) в США, в окрузі Сент-Мартін штату Луїзіана. Населення — 1617 осіб (2020).

## Географія
Гендерсон розташований за координатами 30°18′57″ пн. ш. 91°48′3″ зх. д. / 30.31583° пн. ш. 91.80083° зх. д. (30.315845, -91.800822).  За даними Бюро перепису населення США в 2010 році місто мало площу 4,97 км², з яких 4,78 км² — суходіл та 0,19 км² — водойми.

## Демографія
Згідно з переписом 2010 року, у місті мешкали 1674 особи в 592 домогосподарствах у складі 410 родин. Густота населення становила 337 осіб/км².  Було 640 помешкань (129/км²).
Расовий склад населення:
| - 70,7 % — білих - 11,4 % — чорних або афроамериканців - 9,1 % — азіатів - 0,5 % — корінних американців - 6,6 % — осіб інших рас |

До двох чи більше рас належало 1,8 %. Частка іспаномовних становила 9,3 % від усіх жителів.
За віковим діапазоном населення розподілялося таким чином: 26,0 % — особи молодші 18 років, 62,4 % — особи у віці 18—64 років, 11,6 % — особи у віці 65 років та старші. Медіана віку мешканця становила 34,9 року. На 100 осіб жіночої статі у місті припадало 101,2 чоловіків;  на 100 жінок у віці від 18 років та старших — 102,5 чоловіків також старших 18 років.
Середній дохід на одне домашнє господарство  становив 54 272 долари США (медіана — 31 713), а середній дохід на одну сім'ю — 63 104 долари (медіана — 55 809). Медіана доходів становила 34 792 долари для чоловіків та 26 250 доларів для жінок. За межею бідності перебувало 25,8 % осіб, у тому числі 29,1 % дітей у віці до 18 років та 18,5 % осіб у віці 65 років та старших.
Цивільне працевлаштоване населення становило 984 особи. Основні галузі зайнятості: роздрібна торгівля — 24,1 %, виробництво — 14,6 %, мистецтво, розваги та відпочинок — 11,9 %, науковці, спеціалісти, менеджери — 10,1 %.